# レジオナリオ (駆逐艦)
レジオナリオ（Legionario、「軍団兵」の意）は、イタリア王立海軍の駆逐艦。

## 艦歴
この艦はリヴォルノのOTOの造船所で建造され、1940年10月21日に起工、1941年4月16日に進水し、1942年3月1日に就役した。レーダー分野におけるイタリア王立海軍のさまざまな欠点が浮き彫りになったマタパン岬での敗退後、同艦にはイタリアの運用艦として初めてレーダーを搭載した。搭載されたFu.Mo. 24/40Ggl "De.Te."（独: Dezimetre Telegraphie、「デシメートル電信」、イタリア王立海軍が採用した名称、Funkmessgerät Fu. Mo 24/40Ggl Seetakt、装置のドイツ語名から）はドイツ製で、イタリア艦船が搭載した最初のレーダーであった。

### 第二次世界大戦中
レジオナリオは6月中旬の戦い（1942年6月12日-16日）に参加し、その際に搭載したレーダーを初めて使用する機会を得た。6月15日22時30分に接近する航空機の一群を、イタリア艦隊に到着する6分前に探知した（その後の攻撃で戦艦リットリオが航空攻撃を受けた）。
その後、チュニジアへの航路で数多くの護衛任務に参加した。
8月3日から5日にかけて、駆逐艦グレカーレ、コルサロ、フレッチア、フォルゴーレおよびトゥルビネ、水雷艇パルテノペおよびカリオペにとともに内燃機船アンカラ（目的地トゥブルク）、ニノ・ビクシオおよびセストリエーレ（目的地ベンガジ）からなる護送船団（戦車92両、車両340両、機関車3両、起重機1基、兵員292名、燃料及び潤滑油4,381トン、その他の補給物資5,256トン積載）を護衛し、米国の航空機による初めてのイタリア艦船の攻撃となる多数回の航空攻撃（コンソリデーテッド B-24 リベレーターが使用された）を受けたものの目的地に到達した。
1942年11月18日に、同型艦ボバルディエーレおよび近代的な水雷艇グロッポとともに、兵員輸送船プッチーニおよびヴィミナーレを護衛してビゼルトに向かい、サン・ヴィート岬で英潜水艦の攻撃を受けたものの、船団は無傷で目的地に到着した。
イタリアに帰還すると、同型艦ボンバルディエーレおよびヴェリーテとともにビゼルトからナポリに向かう大型の近代的な内燃機船モンジネヴロおよびセストリエーレを護衛していたが、11月21日の15時4分にイスキア島の南西およそ18カイリの地点でヴェリーテが魚雷攻撃を受けて艦尾を破壊され行動不能となり、ボンバルディエーレが曳航してナポリに戻った。
12月22日にはトラーパニからビゼルテへの兵員輸送任務を遂行した。
1943年1月17日、ボンバルディエーレとともに内燃機船マリオ・ロゼッリをパレルモに護衛するためにナポリを出航した。日没直後の17時30分、すでにシチリアが視界に入っている時に英潜水艦ユナイテッドが発射した魚雷の航跡を発見し、ボンバルディーレは魚雷を回避するために右舷に旋回したが艦体中央部に被弾し、艦橋が破壊されて海中に脱落すると共に、ボイラーが爆発して艦体が両断された。レジナリオは停船することなく、駆逐艦の生存者に搭載していた救命いかだを投げ渡すだけで、無傷だったロゼッリをパレルモへ護衛した。ボンバルディエーレの乗員224名のうち、175名が死亡ないし行方不明となった。
1943年に、レジオナリオは艦尾の魚雷発射管を撤去し、2門のブレダ54口径37mm機関砲が設置された。

### 艦長
- ジョヴァンニ・マラボット（イタリア語版）大佐（1891年10月6日、サヴォナ生まれ、1942年1月）
- コッラド・タリアモンテ（イタリア語版）中佐（1900年11月1日、ノート生まれ、1942年1月13日-11月22日）
- アルメート・バルド（イタリア語版）大佐（1899年6月29日、スペッツィア生まれ、1942年11月23日-12月）

### 休戦と共同交戦
休戦協定が宣言された時、レジオナリオはラ・スペッツィアにおり、そこからマルタの連合国側に引き渡されるために、他の艦艇と共に出航した。この協定にはイタリア艦艇を直ちにマルタに移送してその後の運命を待つだけではなく、移送の間、イタリア艦は降伏の印としてマストに黒側を掲げ、甲板に2つの黒い円を描くことも定められていた。
海軍艦隊は9月9日午前3時にラ・スペツィアを出航した。指揮官旗を掲げた戦艦ローマ、戦艦ヴィットリオ・ヴェネト、イタリア、軽巡洋艦ライモンド・モンテクッコリ、エウジェニオ・ディ・サヴォイア、アッティリオ・レゴロ、駆逐艦ミトラリエーレ、フチリエーレ、カラビニエーレ、ヴェリーテ、レジナリオ、オリアーニ、アルティリエーレ、グレカーレ、水雷艇オルサ、オリオーネ、アルディメントーゾ、インペトゥオーゾがマルタに向かった。
しかし、機関のエバポレーターが故障したためにレジオナリオは船団から9月10日13時43分に離脱してビゼルタに向かうことになり、途中で連合軍の航空兵を救助してチュニジアで下船させたのち、ビゼルタに15時15分に到着した。9月11日の朝8時、同艦は故障を修理して水を補給したのちにビゼルテを離れてマルタに向かい、同日19時30分にマルサックスロックに到着した。
9月12日にバレッタで給油され、14日にオリアーニとともに島を離れ、まずビゼルトに向かったのちにアルジェに進路を取った。そこで2艦はいくらかのアメリカ陸軍の部隊とその装備を搭載し、イタリア軍とフランス軍がコルシカ島でドイツ軍に対抗するレジスタンスを支援するためにアジャクシオに輸送し、任務を終えたのちに（上陸は9月19日に行われた）、9月29日8時00分にマルタ島に戻り、レジナリオはマルサックスロックに、オリアーニはマルサスカラに停泊した。
10月4日にレジオナリオは他の多数の艦艇（オリアーニ、巡洋艦ガリバルディ、アブルッツィ、ポンペオ・マンゴ、水雷艇リブラ、カリオペ、コルベットのアーペ、コルモラーノ、ダナイデ、ガッビアーノ、ミネルヴァ、ペッリカーノ、人間魚雷MS35、MS54、MS55、MS56、MS61、MS64、潜水駆逐艦VAS201、VAS204、VAS224、VAS233、VAS237、VAS240、VAS241、VAS246、VAS248）とともにイタリアに帰還した。

### フランスへの移譲
戦後、講和条約で戦時賠償としてフランスに譲渡されることが定められた。
1947年7月24日、レジオナリオはフランス海軍に移籍し、識別記号 L 6が与えられ、Duchaffaultと改名された。
1956年に退役し解体された。